# Infanticide

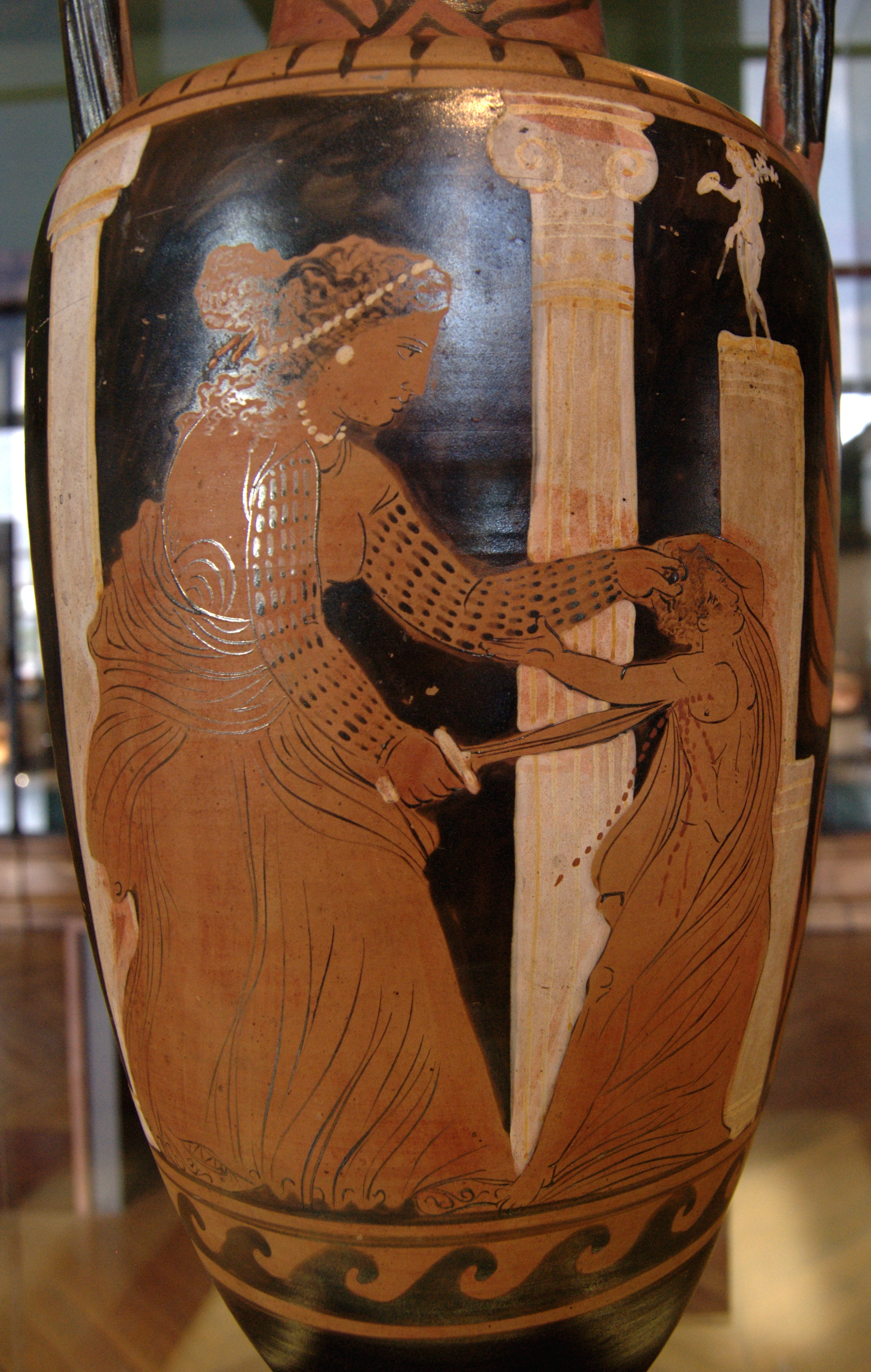
Médée tuant un de ses fils (mythologie grecque), amphore, -330

Un infanticide est par définition l'acte de tuer un enfant, plus particulièrement un nouveau-né dans l'usage du terme, comportement présent chez plusieurs espèces animales dont les hominidés. Le même terme sert à désigner la personne coupable d'un tel acte ; il est épicène dans cet emploi.
C'est un sujet encore relativement tabou et sous estimé (selon les statistiques disponibles en en France, tous les dix jours, un enfant est tué par un adulte, sa mère le plus souvent, généralement en raison dans un contexte de solitude et de souffrances psychologiques profondes : violence conjugale, inceste ou dépression post-partum)).

## Vocabulaire
- Le filicide, qui vient du latin filius et filia (fils et fille), est le meurtre par un parent de son propre enfant. Il peut également désigner le meurtrier.
- Le néonaticide désigne l'homicide d'un enfant né depuis moins de 24 heures[2], statistiquement plus souvent pratiqué par la mère, en lien avec un déni de grossesse, une histoire de violence sexuelle subie et/ou une absence de soutien social.

## Droit

### Au Canada
En droit pénal canadien, l'article 233 du Code criminel définit le crime d'infanticide comme étant autre chose qu'un meurtre, il survient lorsque la mère d'un enfant « par un acte ou une omission volontaire, elle cause la mort de son enfant nouveau-né, si au moment de l’acte ou de l’omission elle n’est pas complètement remise d’avoir donné naissance à l’enfant et si, de ce fait ou par suite de la lactation consécutive à la naissance de l’enfant, son esprit est alors déséquilibré ». L'article 222 C.cr. le classifie dans la catégorie des homicides coupables au même titre que les meurtres et les homicides involontaires coupables.

### En France
En France, l'infanticide est un crime défini à l'article 221-4 alinéas 1 et 3 du code pénal. Il est passible de la réclusion criminelle à perpétuité.

### Aux États-Unis
Aux États-Unis, l'infanticide est considéré comme un homicide volontaire avec préméditation, il peut s'agir d'enlèvements d'enfants ou de maltraitance sur mineur, les assassins sont en grande majorité les parents, ou des tueurs d'enfants en série. Cet acte est passible de la peine de mort ou de la réclusion criminelle à perpétuité. Plusieurs affaires sont connues telles que :
- Timothy Ray Jones Jr. : Père de famille condamné à mort en 2019 pour avoir tué ses cinq enfants[5]
- Meurtre de la famille Watts
- L'affaire du petit Gabriel Fernandez (en) : Gabriel Fernandez né le 20 février 2005 et mort le 24 mai 2013 à l'hôpital pour enfants de Los Angeles (en) est une affaire criminelle américaine, la victime était un garçon qui a été torturé, maltraité et battu jusqu'à sa mort le 24 mai 2013, ses auteurs, Pearl Fernandez et Isauro Aguirre avaient été arrêtés deux jours avant et accusés de tentative de meurtre mais à la mort de l'enfant, les deux parents ont été inculpés d'homicide volontaire. Concernant les procès et les peines, Isauro Aguirre a été déclaré coupable le 15 novembre 2017 et a été condamné à mort le 11 décembre 2017, il attend son exécution dans le couloir de la mort dans la Prison d'État de San Quentin, Pearl Fernandez a de son côté plaidé coupable le 15 février 2018 et a été condamnée à la réclusion criminelle à perpétuité sans possibilité de remise en liberté conditionnelle[6],[7],[8]

## Histoire

### Europe

#### Grèce antique
En Grèce antique, la brephoctonia (βρεφοκτονία en alphabet grec) désignait le meurtre d'un enfant en bas âge commis soit par un de ses parents soit par une personne responsable de l'enfant. L'infanticide était considéré comme un homicide. Souillé par son acte, le criminel devenait un excommunié (προστρόπαιος, en alphabet latin prostropaios ou αλάστωρ, en alphabet latin alastor) forcé d'aller se purifier à l'étranger. La loi condamnait alors son auteur à l'exil et lui interdisait d'assister aux funérailles de sa victime. L'infanticide était pratiqué à Sparte sur les jeunes garçons qui semblaient incapables de défendre la cité.

##### Rome antique
Le droit romain ne disposait pas de terme technique propre pour désigner l'infanticide. Infanticidium et infanticida, qui sont les racines étymologiques du mot en français, sont des termes qui viennent du bas latin. À Rome, on ne conservait en général que la fille aînée. La mention de deux filles dans une famille romaine est tout à fait exceptionnelle. « Tous les juristes ont relevé ce qu’on appelle la disparition forcée des cadettes ». Les filles non désirées étaient tuées ou étaient exposées, c'est-à-dire abandonnées dans la rue ou à la décharge publique. Elles mouraient ou étaient recueillies par des marchands d'esclaves. Chez les garçons, l'infanticide était pratiqué s'il était chétif ou victime d’une malformation. L'exposition des garçons était moins fréquente que celle des filles mais était également possible lorsque la famille était considérée comme trop nombreuse (les Romains privilégiaient, semble-t-il, les familles de trois enfants). Sous l'Empire Romain, les Germains, Égyptiens et Juifs élevaient tous leurs enfants, contrairement aux pratiques romaines.
Ce n’est qu’à la fin du IVe siècle que le droit de vie et mort sur ses enfants est retiré au pater familias.
En ce qui concerne la vie du nouveau-né, les mondes grec et romain, comme le rapporte Robert Étienne, n’en ont jamais fait grand cas. « La médecine antique semble avoir fait peu de cas de la vie du nouveau-né.  Hippocrate pose comme naturelle la question de savoir « quels enfants il convient d'élever ».  Soranos, sans s'émouvoir, définit la puériculture comme l'art de décider « quels sont les nouveau-nés qui méritent qu'on les élève ».  Cette impitoyable sélection ne caractérise pas seulement une attitude scientifique, mais également celle d'une société tout entière.  En effet, Cicéron, que l'on ne peut accuser d'inhumanité, pensait que la mort d'un enfant se supporte aequo animo (d'une âme égale).  Sénèque jugeait raisonnable la noyade des enfants débiles et faibles. Tacite qualifie d'excentrique la coutume des Juifs à ne vouloir supprimer aucun nourrisson ; et quand Justin évoque le respect des chrétiens pour la vie de l'enfant il précise : « fût-il nouveau-né ». »

#### Allemagne (1500-1800)
Il est difficile d'estimer précisément la fréquence des infanticides à l'époque moderne en Allemagne, car ils étaient souvent le résultat de grossesses cachées et les parturientes accouchaient dans des espaces privés. Les plus basses estimations publiées indiquent qu'un infanticide sur 100 000 naissances avait lieu, quand les plus hautes l'estiment à un cas sur 50 000 naissances.
Les enfants étaient souvent assassinés par strangulation à mains nues ou par étouffement à l'aide de draps. Plus rares étaient les causes suivantes de décès : étranglement avec une corde, poignardé avec un objet tranchant dans la région de la poitrine et du ventre, violences contre la tête et le corps, pressions sur le crâne mou, saignement du cordon ombilical induit par la négligence de le ligaturer.
L'infanticide pouvait être caractérisé par une action ou une omission et se produire pendant ou après l'accouchement.

##### Profil des auteurs d'infanticide
La plupart des femmes qui commettaient un infanticide étaient des domestiques, âgées d’une vingtaine à une trentaine d’années. La plupart avaient une bonne réputation et n’avaient souvent jamais commis d’autres infractions. Les pères des enfants tués étaient souvent des soldats, des servants et des compagnons.

##### Perception sociétale et juridique des auteurs de l'infanticide
L’infanticide devient un délit genré avec la Constitutio Criminalis Carolina (1532). En effet, l’article 131 disposait spécifiquement que seules les femmes pouvaient être rendues coupables d’infanticide.
Les tribunaux séculiers qui jugeaient les femmes traduites en justice pour infanticide considéraient les femmes mariées comme immorales, monstrueuses et folles tandis qu’ils estimaient les femmes célibataires comme séduites et abandonnées et avaient tendance, de ce fait, à plus les excuser.
À l’époque des temps modernes, une grossesse hors mariage signifiait la perte de la virginité et par conséquent des chances réduites de se marier, ainsi qu’une dépendance plus forte à la communauté. On parle de la « perte du capital minimum symbolique et matériel » (symbolische und materielle Minuskapital).
Les femmes accusées d’infanticide étaient doublement jugées : par les juges et par leur village, où elles étaient accusées d’avoir enfreint les bonnes mœurs et de s’être épanchées dans la luxure.

##### Causes possibles de l'infanticide
La seule sexualité légitimée à l’époque des temps modernes était celle qui servait à la procréation. Toute sexualité en dehors de ce but était proscrite et poursuivie à l’aide d’amendes et de peines publiques infligées par l’Église. Dans la pratique, on relève que les relations sexuelles hors mariage étaient très pratiquées dans les classes sociales populaires et qu’elles étaient souvent assorties de fiançailles.
La publicité de ces peines ayant pour but d’humilier les femmes célibataires qui s’en étaient rendues coupables et d’effrayer les femmes mariées qui seraient tentées, elles étaient souvent la cause des infanticides, puisque les mères tentaient de cacher une sexualité prohibée en tuant leur progéniture.
La pauvreté était rarement le motif principal qui poussait les femmes à passer à l’action (un enfant sur 100 qui se trouvait avec une mère en situation économique difficile était tué dans la seconde moitié du 18e siècle).
Si une domestique se trouvait enceinte, les maîtres pouvaient rompre le contrat de travail sur le seul motif de la grossesse, conduisant ces femmes renvoyées à une situation précaire d’une durée indéterminée.
De plus, les enfants qui naissaient de ces relations hors-mariage était discriminés par rapport aux enfants légitimes. Par exemple, ils ne pouvaient pas percevoir d’héritage.

##### Procédure
Lorsque le cadavre d’un nourrisson était trouvé, le crime était rendu public. Le chef de la commune ou un membre du conseil municipal (dans les grandes villes) était informé. Il se rendait alors sur le lieu de la découverte du corps, accompagné d’une sage-femme ou d’un chirurgien. L’état du corps du nouveau-né et du linge (car les cadavres de  nourrissons étaient souvent enveloppés dedans) étaient consignés dans un procès-verbal. Le lieu de la découverte du crime était rarement le lieu où le crime avait été commis.
À la fin du 17e siècle, la « docimasie pulmonaire » (docimasia pulmonum hydrostatica) est utilisée. Cette technique d’autopsie consistait à plonger les poumons du nourrisson retrouvé mort dans de l’eau. Si les poumons flottaient, alors l’enfant avait vécu après sa naissance. Si les poumons coulaient, cela signifiait que l’enfant était mort-né.
La personne accusée pouvait être placée en détention provisoire pour rassembler des indices. Si un élément des articles 35 et 36 de la Constitutio Criminalis Carolina instaurait un doute (des changements d’humeur ou du physique, des traces sur les vêtements ou sur le linge de lit, des examens corporels constatant du lait coulant de la poitrine) et que l’accusée continuait de nier, alors un jugement pouvait être rendu par une instance supérieure, constituée d’experts judiciaires, afin que le recours à la torture soit autorisé. Les experts se prononçaient alors sur la suffisance des indices apportés, et la capacité de l’accusée à supporter la torture.
La femme soupçonnée d’avoir commis un infanticide ne pouvait donc être torturée que sur la base et l’établissement des indices énoncés aux articles 35 et 36 de la Constitutio Criminalis Carolina. Ce sont les aveux obtenus par la torture qui faisaient office de preuve, et non les indices. Le recours à la torture pour prouver l’infanticide était légalement autorisé par l’article 131 de la Constitutio Criminalis Carolina.
Le seul indice qui pouvait faire office de preuve concernait deux témoins oculaires voyant le crime se produire. Ce mode de preuve n’a jamais été utilisé, puisque cela rendait les témoins coupables de complicité.

##### Défenses utilisées par les accusées
Pour se défendre, les femmes avaient recours à plusieurs stratégies. À la fin du 17e siècle, elles sont autorisées à être assistées par un avocat, qui leur évitait souvent la peine de mort, mais pas la peine de réclusion criminelle.
Les femmes accusées d’infanticide utilisèrent souvent l’argument de la précipitation et de la surprise qui seraient causées par une date d’accouchement imprévue et une naissance rapide. En ce qui concerne l’aspect médico-légal de la viabilité du nourrisson à sa naissance, la femme accusée d’avoir tué son nourrisson devait apporter la preuve que ce n’était pas elle qui l’avait tué.
Les nullipares arguaient quant à elles ne pas savoir que le bébé se viderait de son sang si elles ne clampaient pas le cordon ombilical. L’impuissance de la parturiente et l’anesthésie qui entraîne l’infanticide par négligence comme défenses furent également invoquées.

##### Peines prévues
L’article 131 de la Constitutio Criminalis Carolina punissait l’infanticide par la peine classique réservée aux femmes : la noyade. Si le crime était souvent commis dans les lieux concernés, alors c’étaient des peines corporelles plus anciennes qui étaient appliquées (enterrement et empalement, section des membres avec une pince chauffée à blanc avant de procéder à la noyade). La décision était prise suivant l’avis des experts juridiques.
Quelques rares régions pratiquaient encore la peine du sac. Cette peine consistait à fouetter la condamnée et à l’enfermer dans un sac en cuir avec un chien, un singe, un coq et une vipère, puis à jeter le sac dans l’eau.
Les atténuations de peine possibles, rarement utilisées, étaient : la jeunesse, la simplicité de l’auteur du crime, la promesse de mariage non tenue, la position sociale des parents ou bien la détresse sociale de l’accusée.
Quelques cas de sages-femmes qui auraient normalement dû relever du crime d’infanticide ont été jugés sous le crime de sorcellerie. Des femmes qui ne révélaient pas l’identité du père, même après avoir été torturées, étaient considérées par les juges comme étant victimes des agissements du diable qui aurait été à l’œuvre dans la conception ou la mort de l’enfant.
Si les faits caractéristiques de l’infanticide n’étaient pas réunis alors le juge pouvait demander conseil à une juridiction supérieure. Une condamnation à une poena extraordinaria était alors possible, quand le lien de causalité ou la volonté n’étaient pas établis. Par exemple, cela pouvait être l’expulsion.

### Asie

#### Inde et Chine
Après avoir été fréquent durant des siècles en Inde et en Chine, l'infanticide des filles reste pratiqué aujourd'hui, mais de manière un peu plus marginale qu'autrefois, dans ces deux pays. La naissance d’une fille est en effet considérée comme une honte, et en Inde, elle est considérée comme un désastre financier, puisque ses parents doivent, pour la marier, payer une si forte dot qu'elle ruine la famille ou l'endette durant des années. Depuis les années 1980, les parents sélectionnent donc les naissances par l’échographie au quatrième mois de grossesse, particulièrement dans les villes, et pratiquent l’avortement, afin de ne donner le jour qu'à des garçons. À cette époque, la publicité d'un groupe de cliniques privées indiennes était : « Dépenser 5 000 roupies (79 euros) maintenant vous évitera 500 000 roupies (8 000 euros) dans 20 ans ». Malgré la législation de 1961 qui interdit la pratique de la dot (que les députés indiens appliquent toujours dans leur famille), l’infanticide postnatal n’a pas totalement disparu : aujourd’hui, dans les campagnes de l'Inde, on retrouve encore des bébés filles empoisonnées ou étouffées[évasif]. En outre, les négligences dont elles sont l’objet (manque de soins et de nourriture) expliquent que les fillettes d'Asie ont une mortalité infantile bien supérieure à celle des garçons,.
Il résulte d'ailleurs que dans ces deux pays mais aussi au Pakistan, au Bangladesh, en Afghanistan, à Taïwan, en Corée du Sud, au Népal, au Vietnam, en Azerbaïdjan, en Géorgie et en Arménie, il manque plusieurs millions de filles et il n'y a plus assez de jeunes filles à épouser à cause de ce déséquilibre démographique. Il existe des villages entiers d'hommes célibataires ; les jeunes hommes sont donc obligés de trouver leur future épouse à l'extérieur des frontières - ou les acheter à des trafiquants,.

### Amérique du Sud

#### Chez les Indiens d'Amazonie
Dans plusieurs tribus amazoniennes telles que les Suruuarras ou les Yanomami, l'infanticide des individus nés très faibles ou avec une malformation congénitale grave est considéré comme un moyen d'éviter à la communauté de porter le poids de membres vus comme très peu utiles à la vie du groupe. Chez les Suruuarras, l'exécution doit être effectuée par les parents. Aujourd'hui[Quand ?], certains défendent cette pratique au nom de la culture indienne contre l'imposition de valeurs étrangères à ces croyances, à ce mode de vie et à cette cosmologie. Plusieurs députés du gouvernement brésilien, ainsi que des membres d'organisations représentant des ethnies indiennes, voudraient la voir interdire. Cette pratique a tendance à se raréfier spontanément au fur et à mesure que les tribus entrent en contact avec l'extérieur et on peut la considérer actuellement comme marginale.

### Infanticide rituel involontaire
Dans de nombreuses cultures, les rites d'entrée dans la communauté ou de passage à l'âge « adulte » (souvent avant 18 ans), même destinés à bénir ou protéger, peuvent avoir des conséquences dramatiques voire mortelles lorsqu'ils sont effectués dans des conditions d'hygiènes déplorables. En particulier les scarifications, circoncisions, excisions avec des instruments de fortune non stérilisés et utilisés sur plusieurs sujets de suite sont sources d'hémorragie, choc neurogénique ou infection grave pouvant entraîner la mort.
Dans une moindre mesure, l'immersion de nourrissons dans de l'eau polluée (chimiquement ou biologiquement) représente un risque de diarrhée suivies de déshydratation en absence de traitement et des transes mystiques peuvent nécessiter l'usage de psychotropes potentiellement toxiques.

## Mythes et légendes
L'infanticide, sous forme de sacrifice, est un thème récurrent. L'enfant sacrifié est parfois volontaire ou sauvé par une intervention divine le remplaçant par un animal (ex : Isaac et Iphigénie).

### Livres religieux saints

#### Bible
Pour éprouver son obéissance, Dieu ordonne à Abraham d'emmener son fils Isaac sur le mont Moriah et d'apporter un couteau. Un ange arrête de justesse la main d'Abraham, lui disant de ne pas lever la main contre son fils - un bélier servira de substitut (Genèse 22). On ne peut à proprement parler d'infanticide dans le cas d'Isaac du fait qu'il avait 37 ans, qu'il était volontaire et qu'il n'y a pas eu d'infanticide. La tradition juive ne l'appelle pas le « sacrifice d'Abraham ou d'Isaac » mais la « ligature d'Isaac » car le fils d'Abraham y est lié puis délié
En effet, cette scène biblique est fréquemment interprétée comme représentative de l'interdit d'attenter à la vie de ses enfants.
L'infanticide des premiers-nés d’Égypte par un ange (cependant, la Torah précise textuellement que Dieu est intervenu personnellement et n'a pas chargé l'ange de la mort) pour briser Pharaon dont le fils meurt aussi (Exode 12:29-36).
La consécration du premier-né (Behora) est ordonnée dans la Loi : Tu me donneras le premier-né de tes fils (Ex 22.29). Depuis, tous les premiers-nés juifs mâles appartiennent à Dieu et rachetés lors d'une cérémonie (Pidyon haBen), par leur père.
Le vœu de Jephté d'offrir en holocauste, en cas de victoire, la première personne qui viendrait à sa rencontre : Sa fille unique accourt la première au-devant de lui (Livre des Juges 10, 11, 12). Néanmoins, le terme d'« holocauste » doit être entendu comme offrande (Korban). En effet, sa fille sera simplement consacrée au service divin, à l'instar du prophète Samuel qui avait été dévoué au service du Temple par sa mère Hanna en contrepartie de ses prières pour avoir un enfant.
Selon la Bible, les Ammonites sacrifient leurs enfants à Moloch (Jérémie 32.35, Lévitique 18:21; 20:2-5; 2Rois 23:10).
Le Massacre des Innocents : Hérode craignant que le futur « Roi des Juifs » n'usurpe son trône ordonne la mise mort de tous les enfants de moins de deux ans dans la région de Bethléem (Matthieu 2:16-18)
Malgré cette évocation courante de l'infanticide dans la Bible, même quand la conquête semble tourner à la purification ethnique, femme et enfants doivent être épargnés : « et quand l’Éternel, ton Dieu, la livrera en ta main, tu frapperas tous les mâles par le tranchant de l’épée ; mais les femmes et les enfants, et le bétail, et tout ce qui sera dans la ville, tout son butin, tu le pilleras pour toi ; et tu mangeras le butin de tes ennemis, que l’Éternel, ton Dieu, t’aura donné. » (Deutéronome 20.13 et 14).

#### Coran
Dans le Coran, la scène biblique entre Abraham et son fils est reprise (arabe ذبح Dhabih) mais le nom de l'enfant n'y étant pas précisé, les exégètes musulmans considèrent qu'il ne s'agit plus d'Isaac mais d'Ismaël. Dans ce livre sacré, l'infanticide pour cause de pauvreté est condamné, on retrouve cette phrase dans la sourate 17 verset 31 : "et ne tuez pas vos enfants par crainte de pauvreté ; c'est Nous qui attribuons leurs subsistance ; comme à vous. Les tuer, c'est vraiment un énorme pêché".

### Mythologie grecque
- Le sacrifice d'Iphigénie fille d'Agamemnon pour obtenir un vent favorable et apaiser Artémis. Au moment du sacrifice, Artémis l'aurait, suivant certains écrits, remplacée in extremis par une biche, afin de la préserver de la folie des hommes, et en aurait fait la prêtresse de son temple en Tauride (Illiade).
- Ouranos et Gaïa avertissent Cronos qu'il sera détrôné par son propre fils. Cronos dévore chacun de ses enfants au fur et à mesure qu'ils naissent. Toutefois, ceci ne semble pas suffire à les tuer puisqu'il les vomira vivant.
- Priam, le roi de Troie, met à mort Cilla enceinte de son fils, de crainte d'un mauvais oracle sur le destin de sa patrie et de sa ville[47].

Autres exemples : Procné ou Médée qui tuent leurs enfants non pas pour un sacrifice mais en représailles contre leur époux, le père de ces enfants.

### Mythologie nordique
- Les enfants de Völsungr sont entravés et chaque nuit, donnés à dévorer l'un après l'autre à une louve. La dixième nuit, Signý fait enduire de miel le visage de Sigmund et celui-ci parvient à vaincre l'animal qui le lèche en lui arrachant la langue (Völsunga saga, Cycle de Sigmundr).
- Gudrun tue Erp et Eitil, ses fils qu'elle a eus d'Atli, lui en sert les cœurs à manger et lui fait boire leur sang dans des gobelets faits avec leurs crânes (Edda Poétique, Atlakviða 39—40).

## Pratiques homicides auXXesiècleetXXIesiècle

### Préalables et complicités
En France, une étude de 2015 de l'Observatoire national de la délinquance et des réponses pénales basée sur l'exploitation des données du Casier judiciaire a établi que 70 % des personnes condamnées pour un homicide sur une personne de moins de 15 ans sur la période de 1996-2015 sont des femmes, et que dans 72 % des cas, l'enfant victime avait un lien familial avec son bourreau.
Mais une étude de 2018, menée par l'Inspection générale des affaires sociales, l'Inspection générale de la justice et l'Inspection générale de l'administration de l'éducation nationale et de la recherche, concernant la période 2012-2016 et portant sur les morts violentes d'enfants mineurs de moins de 18 ans, incluant le syndrome du bébé secoué (SBS) qui est en majorité le fait d'hommes, montre une certaine parité dans le genre des auteurs présumés : 50 % sont des femmes, 42 % des hommes, ou bien en majorité des hommes pour les conjoints et conjointes (8 %).
Certaines catégories d'infanticides sont très genrées, le SBS est souvent le fait des pères (57%) et la majorité des néonaticides ont pour autrice une femme (88%), souvent sa mère.[réf. nécessaire] Elle peut avoir un complice ; ou il peut être le fait de toute autre personne ayant le même bénéfice au crime, tel que la sauvegarde de la réputation : le père de l'enfant ; la grand-mère ou tout maître de la maison. Le crime peut être commis contre la volonté de la mère, et en son absence. Dans ces différentes situations, il peut avoir été précédé, à l'instigation de la mère ou d'un autre, de violences ou pratiques à finalité abortive. La complicité peut porter sur la dissimulation des preuves, notamment l'élimination du cadavre. Comme pour tout crime, une récidive est possible, éventuellement dans l'intervalle de naissances normales.[réf. nécessaire]
En cas de déni de grossesse, si la femme est en quelque sorte « surprise » par l'arrivée de son enfant, l'intention criminelle peut naître au dernier moment quand la réalité de l'enfant ne peut plus être davantage niée. Dans des contextes de promiscuité familiale, les cris de l'enfant peuvent produire une brusque panique qui contraint la mère à le faire taire et en même temps à lui enlever la vie.

### Procédés
Les mères causent la mort de l'enfant le plus souvent par quelque forme de violence, majoritairement celles provoquant l'asphyxie, mais elles peuvent en être jugées aussi responsable par un défaut de soin, absence de ligature du cordon ombilical, exposition aux intempéries.
Outre l'asphyxie, l'enfant peut décéder par brûlure ou par des coups, le plus souvent au cou et à la tête. Les asphyxies sont elles-mêmes causées par une occlusion des cavités nasales et buccales, sous diverses formes, ou par strangulation ; par immersion ou enfouissement.

## Zoologie
Dans le règne animal, l'infanticide est relativement courant de la part des mâles, en particulier dans les espèces polygynes. Ce comportement s'explique par la théorie de l'évolution : le mâle s'assure par ce biais que les enfants dont il aura la charge sont bien ses descendants. Dans les espèces strictement polygynes dans lesquelles les femelles se reproduisent avec un seul mâle dit mâle dominant, ou mâle alpha, il arrive souvent que, lorsque ce mâle est détrôné par un autre mâle à la tête du groupe, ce dernier tue les petits du groupe qu'il rejoint. Ces infanticides peuvent être l'occasion de combats entre les mères du groupe et le nouveau mâle dominant, mais le mâle (souvent plus fort) l'emporte généralement.
La théorie de l'évolution pourrait expliquer ce comportement : en effet, l'évolution favoriserait les individus engendrant le maximum de descendants. Or, les femelles qui élèvent un petit ne sont en général pas sexuellement réceptives. Pour pouvoir se reproduire pendant qu'il a le statut de mâle dominant, le mâle va donc tuer les petits des femelles du groupe. N'étant plus occupées par l'éducation de leur(s) jeune(s), celles-ci redeviennent fécondables et retrouvent un œstrus permettant au mâle de s'accoupler avec elles et ainsi de transmettre ses gènes à la génération suivante. C'est l'un des exemples biologiques de la guerre des sexes ou conflit sexuel. À l'inverse, une fois qu'il s'est assuré qu'il est le père des petits du groupe, le mâle dominant aura tendance à les protéger des attaques des autres prédateurs. Cependant, l'infanticide de la part des femelles existe aussi. D'une part, celles-ci peuvent tuer un jeune mal-formé ou malade afin de ne pas mettre en danger la vie des autres jeunes de la portée ; d'autre part, lors des combats entre groupes rivaux, les femelles et les mâles n'hésitent pas à tuer les petits de leurs adversaires. En fait, l'infanticide a été documenté chez de très nombreuses espèces depuis les primates (chimpanzés, gorilles), les carnivores (putois, lions), les zèbres, jusqu'aux écureuils terrestres américains, grenouilles, crapauds, grands dauphins et aux corneilles, aux goélands etc. Néanmoins, le comportement de certains mâles tueurs reste encore sujet à controverse et pourrait aussi résulter du conflit sexuel.

### Vidéographie
- ARTE, « Mères à perpétuité », 15 avril 2025 (consulté le 21 juin 2025)